# Estrilda ala-roja
El estrilda ala-roja (Pytilia phoenicoptera) és una espècie de les ocells estríldids comunament trobades a Àfrica. S'ha estimat que el seu hàbitat aconsegueix els 370.000 km².
Es pot trobar a Benín, Burkina Faso, Camerun, República Centreafricana, el Txad, República Democràtica del Congo, Côte d'Ivoire, Etiòpia, Gàmbia, Ghana, Guinea, Guinea Bissau, Mali, Níger, Nigèria, Senegal, Sierra Leone, el Sudan, Togo i Uganda. El seu estat de conservació segons la Llista Vermella és de baix risc (LC).